# Cohors II Lucensium

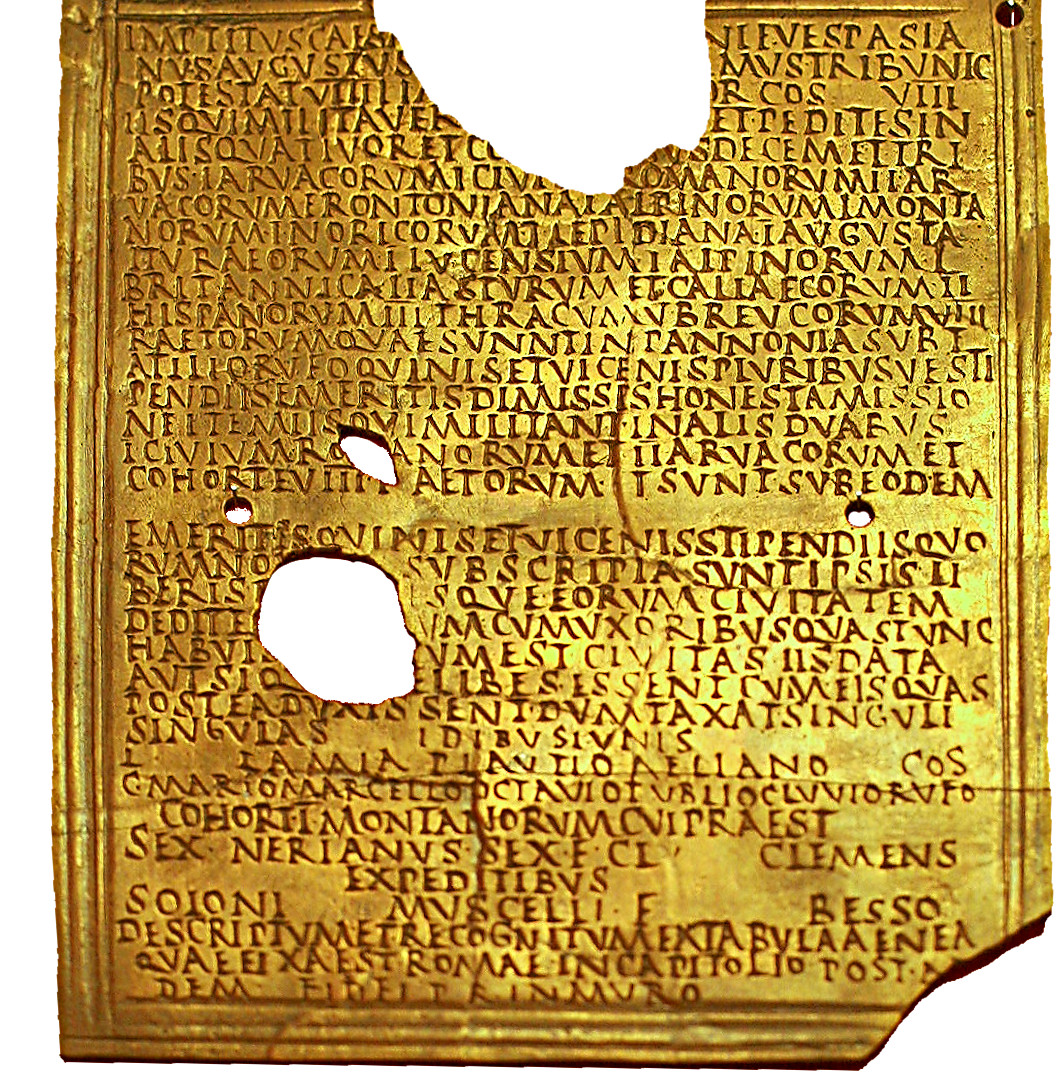
Das Militärdiplom vom 13. Juni 80 n. Chr.

Die Cohors II Lucensium [equitata] (deutsch 2. Kohorte aus dem conventus Lucensis [teilberitten]) war eine römische Auxiliareinheit. Sie ist durch Militärdiplome und Inschriften belegt.

## Namensbestandteile
- Lucensium: aus dem conventus Lucensis. Die Soldaten der Kohorte wurden bei Aufstellung der Einheit auf dem Gebiet des conventus Lucensis (mit der Hauptstadt Lucus Augusti) rekrutiert.[1]

- equitata: teilberitten. Die Einheit war ein gemischter Verband aus Infanterie und Kavallerie.

Da es keine Hinweise auf den Namenszusatz milliaria (1000 Mann) gibt, war die Einheit eine Cohors (quingenaria) equitata. Die Sollstärke der Kohorte lag bei 600 Mann (480 Mann Infanterie und 120 Reiter), bestehend aus 6 Centurien Infanterie mit jeweils 80 Mann sowie 4 Turmae Kavallerie mit jeweils 30 Reitern.

## Geschichte
Die Kohorte war in den Provinzen Moesia, Pannonia, Moesia Inferior und Thracia (in dieser Reihenfolge) stationiert. Sie ist auf Militärdiplomen für die Jahre 78 bis 180/192 n. Chr. aufgeführt. Die Stationierung der Kohorte im Jahr 80 in der Provinz Pannonia ist aber umstritten (siehe Abschnitt Unsicherheiten).
Der erste Nachweis der Einheit in der Provinz Moesia beruht auf einem Militärdiplom, das auf das Jahr 78 datiert ist. In dem Diplom wird die Kohorte als Teil der Truppen (siehe Römische Streitkräfte in Moesia) aufgeführt, die in der Provinz stationiert waren. Mit der Teilung der Provinz Moesia wurde die Kohorte Teil des Heeres der Provinz Moesia inferior. Als Bestandteil der dortigen Truppen ist sie durch weitere Diplome bezeugt, die auf 92 bis 127 datiert sind.
Eine Vexillation der Einheit war um 130 in Chersones auf der Krim.
Der erste Nachweis der Einheit in der Provinz Thracia beruht auf den Bauinschriften von Kabyle aus dem Jahr 136 n. Chr. In dem Diplom wird die Kohorte als Teil der Truppen (siehe Römische Streitkräfte in Thracia) aufgeführt, die in der Provinz stationiert waren. Weitere Diplome, die sich von 155 bis in die Regierungszeit des Commodus (180–192) erstrecken, belegen die Einheit in derselben Provinz.

## Standorte
Standorte der Kohorte in Moesia und Thracia waren möglicherweise:
- Abrittus (Rasgrad)
- Germania (Saparewa Banja)
- Kabyle – war ab etwa 136 wohl das Stammlager der Einheit, wie aus zwei Bauinschriften aus dem Jahr 136 sowie einer Weihinschrift des Kommandanten Claudius Lupus hervorgeht, und scheint es bis unter Commodus geblieben zu sein.[8]
- Montana

## Angehörige der Kohorte
Folgende Angehörige der Kohorte sind bekannt.

### Kommandeure
| - []s Philippus: er wird auf dem Diplom von 180/192 als Kommandeur genannt. - Cl(audius) Lupus, ein Präfekt (um 136) (AE 1991, 1402) - Flavius Maximianus: er wird auf dem Diplom von 160 als Kommandeur genannt. - Lucius Pollius Gratus, ein Präfekt (um 195) (CIL 3, 12337) | - Publius Gavius Balbus, ein Präfekt - T(itus) Herennius Niger, ein Präfekt (um 217/218) (CIL 3, 12339) - Ulp(ius) Marius, ein Präfekt (CIL 3, 12338) |

### Sonstige
| - Aelius Tarsas, ein Centurio (AE 1911, 17) - [Au]luzeni(s), ein Soldat (AE 1999, 1377) - Aurelius Saturninus, ein Soldat (AE 1986, 642) - C(aius) I(ulius) Maximus, ein Reiter (AE 1925, 66) | - Fl(avius) Mestrius Ius[tus], ein Soldat (CIL 3, 14424) - M(arcus) Antonius Valens, ein Soldat (AE 1909, 166) - Rescuporus, ein Fußsoldat: das Diplom von 160 wurde für ihn ausgestellt. |

## Unsicherheiten

### Militärdiplom von 80
Das Militärdiplom (CIL 16, 26) (ausgestellt für die Provinz Pannonia, datiert auf den 13. Juni 80) führt in der Liste der Einheiten an einer Stelle die Cohors I Lucensium und an anderer Stelle die Cohors II Lucensium auf. John Spaul, Jörg Scheuerbrandt und Margaret M. Roxan weisen das Diplom der Cohors I Lucensium zu, Agustín Jiménez de Furundarena dagegen der Cohors II Lucensium.